# Rio Paru de Oeste
Rio Paru de Oeste är ett vattendrag i Brasilien.   Det ligger i delstaten Pará, i den centrala delen av landet, 1 800 km nordväst om huvudstaden Brasília.
I omgivningarna runt Rio Paru de Oeste växer i huvudsak städsegrön lövskog. Trakten runt Rio Paru de Oeste är nära nog obefolkad, med mindre än två invånare per kvadratkilometer.